# Töllmarkogel
Der Töllmarkogel (auch als Töllamoarkogel bezeichnet) ist ein beliebter Wandergipfel in den Mürztaler Alpen bei Kindberg.
Der Gipfel ist mit 1366 m ü. A. der höchste Punkt der Gemeinde Sankt Lorenzen im Mürztal. Der Berg wird auch im Winter als Skitourenziel gerne erstiegen. Unweit des Gipfels befindet sich die bewirtschaftete Töllamoaralm.